# Feliks Cichocki

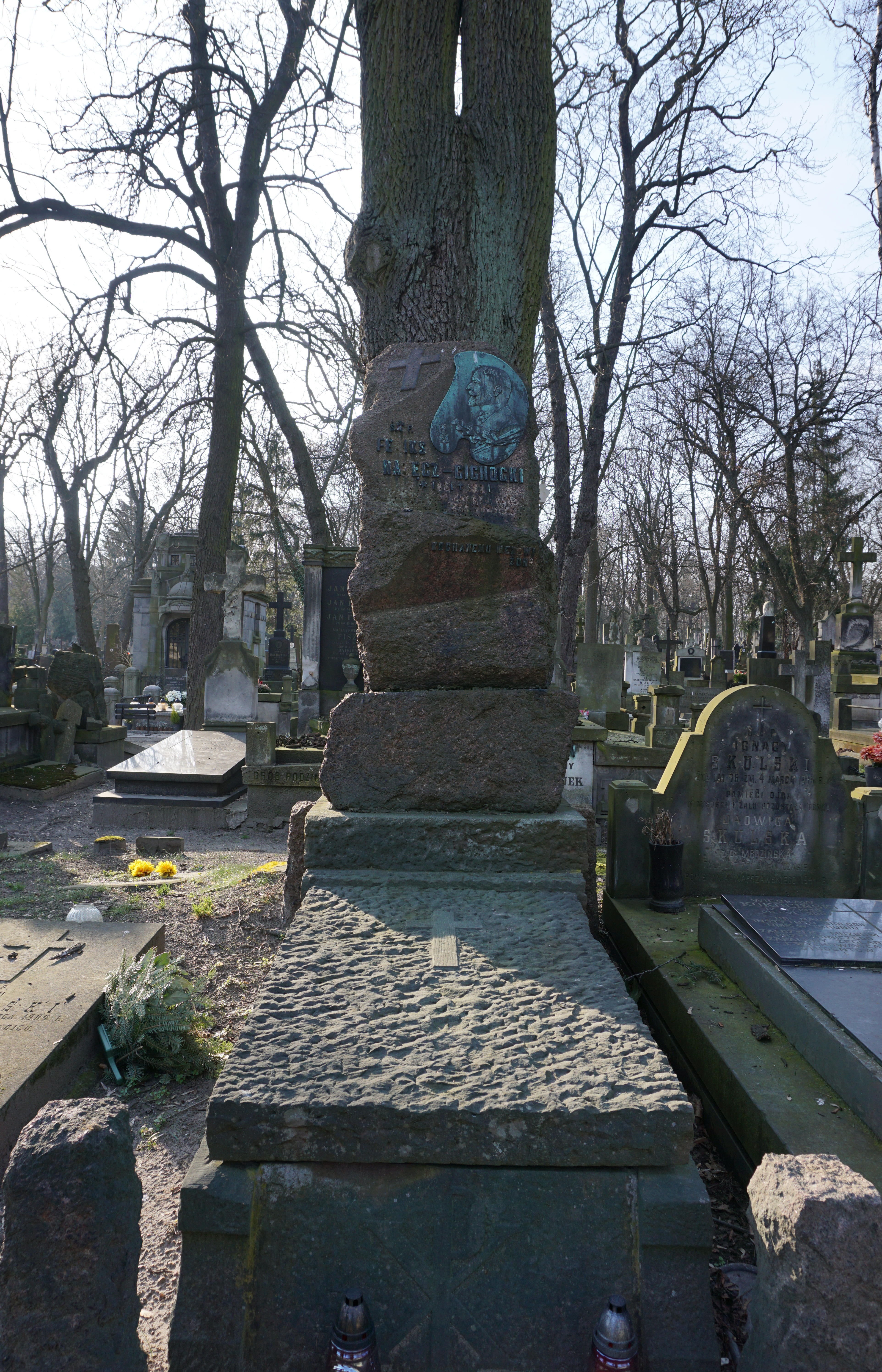
Grób Feliksa Cichockiego na cmentarzu Powązkowskim

Feliks Cichocki herbu Nałęcz (znany również jako Feliks Cichocki-Nałęcz) (ur. 18 maja 1861 w Warszawie, zmarł 20 lipca 1921 tamże) – polski malarz.

## Życiorys
Rodzina Cichockich herbu Nałęcz była malarzami amatorami, którzy tworzyli obrazy o tematyce sakralnej przeznaczone dla kościołów w okolicy Opatowa. Feliks Cichocki naukę rysunku rozpoczął w 1880 od lekcji u Aleksandra Kamińskiego w należącej do Wojciecha Gersona Warszawskiej Klasy Rysunkowej. W 1884 wyjechał do Krakowa i rozpoczął naukę w Szkole Sztuk Pięknych w pracowni Leopolda Löfflera, rok później wyjechał do Monachium i tam wstąpił do Akademii Sztuk Pięknych. Jego wykładowcami byli Ludwig von Herterich i Franz von Seitz. Od 1888 studiował w paryskim Académie Julian pod kierunkiem Williama-Adolpha Bouguereau i Tonego Robert-Fleury’ego. Studia ukończył w 1891 i zamieszkał w Warszawie, tworzył rysunki, które były reprodukowane w „Tygodniku Ilustrowanym”. Wielokrotnie wyjeżdżał na Podole aby malować tam obrazy o tematyce ludowej lub portretować mieszkańców podolskich wsi. Ponadto tworzył sceny rodzajowe i obrazy o tematyce sakralnej, dziełem artysty są malowidła ścienne w kościołach w okolicy Pułtuska. Cechą charakterystyczną obrazów malowanych przez Feliksa Cichockiego jest ich mały format. Pochowany na cmentarzu Powązkowskim (kwatera 175-3-21).